# Одруиг
Одруиг (фр. Audruicq) насеље је и општина у североисточној Француској у региону Север-Па д Кале, у департману Па де Кале која припада префектури Сент Омер.
По подацима из 2011. године у општини је живело 5048 становника, а густина насељености је износила 349,58 становника/km². Општина се простире на површини од 14,44 km². Налази се на средњој надморској висини од 10 метара (максималној 22 m, а минималној 3 m).

## Демографија
| 1962. | 1968. | 1975. | 1982. | 1990. | 1999. | 2011. |
| ----- | ----- | ----- | ----- | ----- | ----- | ----- |
| 3.388 | 3.606 | 3.616 | 4.078 | 4.586 | 4.555 | 5.048 |

График промене броја становника у току последњих година